# Eduard Heiden
Eduard Heiden (* 8. Februar 1835 in Greifswald; † 20. Dezember 1888 in Pommritz) war ein deutscher Agrikulturchemiker. Sein Forschungsschwerpunkt lag auf dem Gebiet der Düngerlehre.

## Lebensweg
Eduard Heiden studierte seit 1854 an der Universität Greifswald, zunächst Staatswissenschaft, dann naturwissenschaftliche Fächer, vor allem Agrikulturchemie. 1855 ging er an die der Universität angegliederten Königlich Staats- und landwirtschaftlichen Akademie Eldena. Ab 1857 arbeitete er als Assistent im chemischen Laboratorium dieser Akademie. 1858 erhielt er die Venia legendi für das Fachgebiet Agrikulturchemie. Als Privatdozent hielt er in Eldena Vorlesungen, nachdem er mit großer Willenskraft einen angeborenen Sprachfehler überwunden hatte. 1859 erwarb er an der Universität Greifswald den Doktortitel mit einer Dissertation über den Keimvorgang bei der Gerste.
1862 erhielt Heiden eine Anstellung als Assistent im Laboratorium der Landwirtschaftlichen Akademie Waldau bei Königsberg. Bis zur Auflösung dieser Akademie im Jahre 1867 hielt er hier Vorlesungen über Agrikulturchemie. In diesen Jahren führte er überwiegend Düngungsversuche durch und bereitete ein dreibändiges Lehrbuch der Düngerlehre vor, dessen erster Band 1866 erschienen ist. 1868 übernahm er die Leitung der landwirtschaftlichen Versuchsstation in Pommritz (Sachsen). Hier wirkte er bis zu seinem Tode.

## Forschungstätigkeit
Der Arbeitsschwerpunkt Heidens lag auf dem Gebiet der Düngung. In Fachkreisen wurde sein Name bekannt vor allem durch die von ihm in Pommritz angelegten Dauerdüngungsversuche  mit dem Ziel, „rohen Boden“ (Neuland) fruchtbar zu machen. Nachdrücklich propagierte Heiden die Ausbringung städtischer Fäkalien auf Ackerflächen zur Erhöhung der Bodenfruchtbarkeit. Beachtenswert waren auch seine Fütterungsversuche zur Bewertung der Wirtschaftlichkeit von Getreidearten und Kartoffeln bei der Ernährung von Schweinen.
Die Ergebnisse seiner intensiven Versuchstätigkeit hat Heiden überwiegend in den „Berichten“ bzw. „Mittheilungen“ der Versuchs-Station Pommritz und in der Zeitschrift „Die landwirthschaftlichen Versuchs-Stationen“ publiziert. Außerdem veröffentlichte er mehrere Fachbücher. Wissenschaftliche Forschungsergebnisse den Landwirten in verständlicher Form darzustellen, war ihm ein besonderes Anliegen. Beispielhaft dokumentiert hat er das in dem 1875 erschienenen Volksbuch „Die Düngerlehre in populär-wissenschaftlicher Darstellung“.
Heiden, dem 1871 der Titel Professor verliehen worden ist, unterrichtete seitdem auch an der Landwirtschaftsschule Bautzen. Hier hat er mehrere Schüler, u. a. Bruno Steglich, für die Agrikulturchemie begeistert. 1883, anlässlich der 25-jährigen Jubiläumsfeier der Versuchs-Station Pommritz, wurde Heiden mit dem Ritterkreuz des Sächsischen Albrechts-Ordens erster Klasse ausgezeichnet.

## Hauptwerke
- Ueber das Keimen der Gerste. Diss. phil. Greifswald 1859.
- Die Phosphorsäure in ihren Beziehungen zur Landwirthschaft. G. Grote´sche Verlagsbuchhandlung Hamm 1865.
- Lehrbuch der Düngerlehre. Zum Gebrauch bei Vorlesungen an den höheren landwirthschaftlichen Lehranstalten und zum Selbstunterricht. Cohen´s Verlag Stuttgart bzw. Hannover. Bd. 1, Theoretischer Theil, 1866; Bd. 2, Practischer Theil, 1868; Bd. 3, Statik des Landbaues, 1872. – 2. erw. Aufl. ebd. Bd. 1, 1879/1880; Bd. 2, 1884/1887.
- Leitfaden der gesamten Düngerlehre und Statik des Landbaues. Cohen´s Verlag Hannover 1873; 2. Aufl. 1882; 3. Aufl. umgearbeitet von H. Gräfe 1892.
- Die landwirthschaftlichen Versuchsstationen. Vortrag, gehalten in der Versammlung der Sächsischen Landwirthe am 26. Mai 1873 zu Bautzen. Verlag H. Schmidt Leipzig 1873.
- Die Düngerlehre in populär-wissenschaftlicher Darstellung. Verlag Voigt Berlin 1875 = Reihe: Landwirthschaftliche Volksbücher. – Weitere Auflagen bis 1890.
- Untersuchungen über die zweckmäßigste Ernährung des Schweines. Cohen´s Verlag Hannover 1879; Nachdruck: 1880.
- Die menschlichen Excremente in national-öconomischer, hygienischer, finanzieller und landwirthschaftlicher Beziehung, mit besonderer Berücksichtigung der verschiedenen Systeme der Ansammlung und der Verwerthung derselben. Cohen´s Verlag Hannover 1882.
- Denkschrift zur Feier des 25jährigen Bestehens der Versuchs-Station Pommritz. Theil I: Geschichte der Anstalt. Theil II: Studien über den Boden mit besonderer Berücksichtigung der Frage: wie wird schwerer, roher Boden (Neuland) fruchtbar gemacht? Unter Mitwirkung von Fr. Voigt, E. Güntz und Th. Wecke. Cohen´s Verlag Hannover 1883.
- Die Verwerthung der städtischen Fäcalien. Im Auftrage des Deutschen Landwirthschaftsrates gemeinsam mit K. von Langsdorff und Alexander Müller bearbeitet. Cohen´s Verlag Hannover 1885.